# Campeonato Pernambucano de Futebol de 2015 - Série A2
O Campeonato Pernambucano de Futebol - Série A2 de 2015, foi a 22ª edição da segunda divisão de futebol profissional entre clubes de futebol do estado de Pernambuco desde 1995.

A competição contava com 19 datas e foi encerrada no dia 30 de novembro. As duas primeiras fases foram regionalizadas, com os clubes divididos em grupos.
Este ano, as 12 associações duelaram por duas vagas de acesso para disputar o Campeonato Pernambucano de Futebol de 2016.
O Belo Jardim  levantou a taça de campeão da Série A2 do Campeonato Pernambuco 2015. O resultado positivo diante do Vitória das Tabocas, por 1 a 0, no Estádio Carneirão carimbou a boa campanha da equipe durante a competição. O gol da vitória foi marcado pelo volante, Eduardo Erê aos seis minutos do 1º tempo. O Tricolor das Tabocas perdeu o título diante de sua torcida.

## Formato e Regulamento
A primeira e segunda fase foram regionalizadas, com os clubes divididos em dois grupos. O grupo A foi composto pelas equipes de Afogados, Araripina, Petrolina, Flamengo de Arcoverde, Belo Jardim e Serrano. O grupo B teve em sua composição o Vitória, Timbaúba, Ipojuca, Íbis, Olinda e Barreiros.
- Primeira fase (grupos regionalizado): 12 equipes formaram dois grupos denominados “A” e “B”, com seis clubes em cada, jogando no sistema de ida e volta, totalizando 10 datas. As quatro associações melhores colocadas em cada grupo se classificaram para a próxima fase.[5]
- Segunda fase (grupos): 8 equipes formaram dois grupos denominados “C” e “D”, com quatro clubes em cada grupo jogando no sistema de ida e volta, classificando-se os dois primeiros colocados de cada grupo.
- Terceira fase (Semifinal) aconteceram as semifinais. Os grupos “E” e “F”, com dois clubes cada, jogaram no sistema de ida e volta, classificando-se os primeiros colocados de cada grupo. Essas duas associações já estão automaticamente classificadas para a Série A1.
- Quarta fase (Final):, as duas equipes disputaram o título em jogo único. Com mando de campo da equipe de melhor campanha em todo campeonato.[6]

## Equipes Participantes
| Equipe                                                | Cidade                 | Em 2014  | Estádio (Mando)                  | Capacidade  | Títulos (Último) | Part. |
| ----------------------------------------------------- | ---------------------- | -------- | -------------------------------- | ----------- | ---------------- | ----- |
| Afogados da Ingazeira Futebol Clube                   | Afogados da Ingazeira  | 6°       | Vianão                           | 1.800       | 0 (não possui)   | 2     |
| Araripina Futebol Clube                               | Araripina              | 5°       | Chapadão do Araripe              | 5.500       | 0 (não possui)   | 4     |
| Barreiros Futebol Clube                               | Barreiros              | ND       | Luiz Brito de Melo               | 2.000       | 0 (não possui)   | 3     |
| Belo Jardim Futebol Clube                             | Belo Jardim            | 3°       | Mendonção                        | 5.230       | 0 (não possui)   | 8     |
| Flamengo Sport Club de Arcoverde                      | Arcoverde              | ND       | Áureo Bradley                    | 3.000       | 1 (1996)         | 9     |
| Íbis Sport Club                                       | Carpina                | 9°       | Paulo Petribu                    | 3.500       | 0 (não possui)   | 19    |
| Ipojuca Atlético Clube                                | Ipojuca                | ND       | Luiz Brito de Melo Ferreira Lima | 2.000 8.000 | 0 (não possui)   | 2     |
| Olinda Futebol Clube                                  | Olinda                 | 10°      | Eugênio de Araújo                | 4.000       | 0 (não possui)   | 6     |
| Petrolina Social Futebol Clube                        | Petrolina              | 14°      | Paulo Coelho                     | 5.000       | 2 (2010)         | 6     |
| Serrano Futebol Clube                                 | Serra Talhada          | ND       | Nildo Pereira                    | 5.000       | 0 (não possui)   | 7     |
| Timbaúba Futebol Clube                                | Timbaúba               | 7°       | Ferreira Lima                    | 8.000       | 0 (não possui)   | 6     |
| Associação Acadêmica e Desportiva Vitória das Tabocas | Vitória de Santo Antão | 12° (A1) | Carneirão                        | 10.000      | 2 (2013)         | 4     |

## Primeira Fase
|  | Equipes classificadas para à segunda fase |
|  | Equipes eliminadas na fase de grupos      |

### Grupo A
| Pos | Equipes               | Pts | J  | V | E | D  | GP | GC | SG  | %  | M       |
| --- | --------------------- | --- | -- | - | - | -- | -- | -- | --- | -- | ------- |
| 1   | Belo Jardim           | 19  | 10 | 6 | 1 | 3  | 13 | 7  | +6  | 63 | 1       |
| 2   | Afogados              | 19  | 10 | 5 | 4 | 1  | 18 | 5  | +13 | 63 | 1       |
| 3   | Araripina             | 16  | 10 | 4 | 4 | 2  | 9  | 8  | +1  | 53 | Estável |
| 4   | Petrolina             | 15A | 10 | 6 | 3 | 1  | 18 | 8  | +10 | 50 | Estável |
| 5   | Flamengo de Arcoverde | 5B  | 10 | 2 | 2 | 6  | 7  | 18 | –11 | 17 | Estável |
| 6   | Serrano-PE            | -9C | 10 | 0 | 0 | 10 | 0  | 19 | –19 | 0  | Estável |

|                       | AFO | ARA | BJD | FAR | PET | SFC |
| --------------------- | --- | --- | --- | --- | --- | --- |
| Afogados              | —   | 0–0 | 2–0 | 3–0 | 3–0 | 5–0 |
| Araripina             | 1–1 | —   | 1–0 | 1–1 | 1–3 | 1–0 |
| Belo Jardim           | 1–0 | 2–0 | —   | 2–0 | 0–0 | 1–0 |
| Flamengo de Arcoverde | 2–2 | 0–1 | 0–3 | —   | 0–3 | 1–0 |
| Petrolina             | 1–1 | 1–1 | 4–0 | 3–2 | —   | 2–0 |
| Serrano-PE            | 0–3 | 0–2 | 0–4 | 0–3 | 0–1 | —   |

| Vitória do mandante | Vitória do visitante | Empate |

AO Petrolina foi punido com perda de 6 pontos por escalação irregular de jogadores.
BO Flamengo de Arcoverde foi punido pelo TJD-PE perdendo 3 pontos.
CO Serrano perdeu 9 pontos por escalações irregulares de jogadores e, posteriormente abandonou a competição perdendo todos os jogos por W.O. e revertido ao placar de 1 á 0 para seus adversários.

### Grupo B
| Pos | Equipes             | Pts | J  | V | E | D | GP | GC | SG  | %  | M       |
| --- | ------------------- | --- | -- | - | - | - | -- | -- | --- | -- | ------- |
| 1   | Vitória das Tabocas | 22  | 10 | 6 | 4 | 0 | 20 | 7  | +13 | 73 | 1       |
| 2   | Olinda              | 21  | 10 | 7 | 0 | 3 | 32 | 10 | +22 | 70 | 1       |
| 3   | Ipojuca             | 18  | 10 | 5 | 3 | 2 | 10 | 12 | –2  | 60 | Estável |
| 4   | Barreiros           | 10  | 10 | 3 | 1 | 6 | 13 | 22 | –9  | 33 | Estável |
| 5   | Íbis                | 4D  | 10 | 3 | 1 | 6 | 15 | 23 | –8  | 13 | Estável |
| 6   | Timbaúba            | 1E  | 10 | 1 | 1 | 8 | 11 | 27 | –16 | 3  | Estável |

|                     | BAR | IBI | IPJ | OLI | TIM | VIT |
| ------------------- | --- | --- | --- | --- | --- | --- |
| Barreiros           | —   | 3–1 | 1–2 | 1–5 | 1–0 | 0–1 |
| Íbis                | 2–1 | —   | 0–1 | 1–8 | 2–0 | 0–0 |
| Ipojuca             | 0–0 | 2–0 | —   | 0–4 | 2–1 | 1–1 |
| Olinda              | 4–1 | 5–1 | 5–1 | —   | 0–1 | 0–3 |
| Timbaúba            | 2–4 | 2–8 | 0–1 | 0–1 | —   | 3–6 |
| Vitória das Tabocas | 5–1 | 1–0 | 0–0 | 1–0 | 2–2 | —   |

| Vitória do mandante | Vitória do visitante | Empate |

DO Íbis foi punido com perda de 6 pontos por escalações irregulares de jogadores.
EO Timbaúba foi punido com perda de 3 pontos por escalação irregular de jogador.

## Desempenho por Rodada
Clubes que lideraram o campeonato ao final de cada rodada:
|         | 1   | 2   | 3   | 4   | 5   | 6   | 7   | 8   | 9   | 10  |
| Grupo A | AFO | AFO | BJD | AFO | BJD | AFO | PET | AFO | AFO | BJD |
| Grupo B | VIT | OLI | OLI | VIT | OLI | OLI | OLI | OLI | OLI | VIT |

Clubes que ficaram na última posição do campeonato ao final de cada rodada:
|         | 1   | 2   | 3   | 4   | 5   | 6   | 7   | 8   | 9   | 10  |
| Grupo A | PET | FAR | FAR | FAR | SFC | FAR | SFC | SFC | SFC | SFC |
| Grupo B | TIM | TIM | IBI | TIM | TIM | IBI | TIM | TIM | TIM | TIM |

## Segunda Fase
|  | Equipes classificadas para à fase final |
|  | Equipes eliminadas na fase de grupos    |

### Grupo C
| Pos | Equipes     | Pts | J | V | E | D | GP | GC | SG | %  | M       |
| --- | ----------- | --- | - | - | - | - | -- | -- | -- | -- | ------- |
| 1   | Belo Jardim | 12  | 6 | 3 | 3 | 0 | 9  | 5  | +4 | 67 | Estável |
| 2   | Afogados    | 10  | 6 | 3 | 1 | 2 | 5  | 4  | +1 | 55 | 1       |
| 3   | Araripina   | 8   | 6 | 2 | 2 | 2 | 11 | 9  | +2 | 44 | 1       |
| 4   | Petrolina   | 3   | 6 | 1 | 0 | 5 | 7  | 14 | –7 | 17 | Estável |

|             | AFO | ARA | BJD | PET |
| ----------- | --- | --- | --- | --- |
| Afogados    | —   | 1–0 | 0–0 | 2–1 |
| Araripina   | 0–1 | —   | 2–2 | 4–1 |
| Belo Jardim | 1–0 | 2–2 | —   | 3–1 |
| Petrolina   | 2–1 | 2–3 | 0–1 | —   |

| Vitória do mandante | Vitória do visitante | Empate |

### Grupo D
| Pos | Equipes             | Pts | J | V | E | D | GP | GC | SG  | %  | M       |
| --- | ------------------- | --- | - | - | - | - | -- | -- | --- | -- | ------- |
| 1   | Vitória das Tabocas | 16  | 6 | 5 | 1 | 0 | 16 | 3  | +13 | 89 | Estável |
| 2   | Barreiros           | 10  | 6 | 3 | 1 | 2 | 7  | 8  | –1  | 55 | Estável |
| 3   | Olinda              | 9   | 6 | 3 | 0 | 3 | 11 | 8  | +3  | 50 | Estável |
| 4   | Ipojuca             | 0   | 6 | 0 | 0 | 6 | 4  | 19 | –15 | 0  | Estável |

|                     | BAR | IPJ | OLI | VIT |
| ------------------- | --- | --- | --- | --- |
| Barreiros           | —   | 2–1 | 1–0 | 0–3 |
| Ipojuca             | 1–2 | —   | 1–2 | 0–5 |
| Olinda              | 2–1 | 5–1 | —   | 2–3 |
| Vitória das Tabocas | 1–1 | 3–0 | 1–0 | —   |

| Vitória do mandante | Vitória do visitante | Empate |

## Desempenho por Rodada
Clubes que lideraram o campeonato ao final de cada rodada:
|         | 1   | 2   | 3   | 4   | 5   | 6   |
| Grupo A | AFO | BJD | BJD | BJD | BJD | BJD |
| Grupo B | OLI | VIT | VIT | VIT | VIT | VIT |

Clubes que ficaram na última posição do campeonato ao final de cada rodada:
|         | 1   | 2   | 3   | 4   | 5   | 6   |
| Grupo A | ARA | PET | PET | PET | PET | PET |
| Grupo B | BAR | IPJ | IPJ | IPJ | IPJ | IPJ |

## Fase Final
As equipes que estão na parte superior do confronto possuem o mando de campo no primeiro jogo e em negrito as equipes classificadas.
|  | Semifinais 8 à 25 de novembro | Semifinais 8 à 25 de novembro | Semifinais 8 à 25 de novembro | Semifinais 8 à 25 de novembro |   |             | Final 30 de novembro | Final 30 de novembro |
|  |                               |                               |                               |                               |   |             |                      |                      |
|  | Barreiros                     | 0                             | 3                             | 3                             |   |             |                      |                      |
|  | Belo Jardim                   | 1                             | 3                             | 4                             |   |             |                      |                      |
|  | Belo Jardim                   | 1                             | 3                             | 4                             |   | Belo Jardim | 1                    |                      |
|  |                               |                               |                               |                               |   | Belo Jardim | 1                    |                      |
|  |                               | Vitória das Tabocas           | 0                             |                               |   |             |                      |                      |
|  | Afogados                      | Vitória das Tabocas           | 0                             | 2                             | 2 | 4           |                      |                      |
|  | Afogados                      |                               |                               | 2                             | 2 | 4           |                      |                      |
|  | Vitória das Tabocas           | 4                             | 1                             | 5                             |   |             |                      |                      |

### Final
| 30 de novembro | Vitória das Tabocas | 0 – 1    | Belo Jardim    | Estádio Carneirão, Vitória de Santo Antão |
| 20:00          |                     | [Súmula] | Eduardo Erê 6' | Árbitro: PE Emerson Luiz Sobral           |

## Premiação
| Campeonato Pernambucano de Futebol de 2015 - Série A2 |
| ----------------------------------------------------- |
| Belo Jardim Futebol Clube Campeão (1.º título)        |

| Vice Campeão:       | Terceiro Colocado: | Quarto Colocado: | Artilheiro:                                  |
| ------------------- | ------------------ | ---------------- | -------------------------------------------- |
| Vitória das Tabocas | Afogados           | Barreiros        | Sillas Gomes (Vitória das Tabocas) – 12 gols |